# Daydream Nation
Daydream Nation es el quinto álbum de estudio de Sonic Youth, lanzado en 1988. Fue un éxito en un gran número de publicaciones, incluyendo Rolling Stone, Spin Magazine, y Pitchfork Media lo galardonó como el mejor álbum de los años 80. Consecuentemente, es considerado como un hito en la historia de la música alternativa.
Daydream Nation representa una primera conversión de estilo para Sonic Youth, desde sus raíces noise-rock, hacia una sutil combinación de experimentación con guitarra y el rock tradicional. La portada misma evoca esta transición, con el cuadro de 1983 del pintor fotorealista Gerhard Richter, que lleva por título Kerze ("candle"). La contraportada es un cuadro similar, de Richter, pintada en 1982.
Sin embargo, las ventas iniciales fueron pobres, en parte porque Enigma Records, discográfica de Sonic Youth, quebró poco después del lanzamiento del disco. Después de que un período fuera de impresión, Daydream Nation fue reeditado por DGC en 1993, que había firmado un contrato con la banda debido a las buenas críticas cosechadas por el álbum. El sencillo "Teen Age Riot"  permaneció posteriormente en las listas de Billboard Music Charts en los EE. UU., y ocupó el puesto #20 en las listas de Modern Rock Track Charts.

## Lista de canciones
Todas las canciones escritas y compuestas por Sonic Youth. 
| Daydream Nation |                     |          |  |
| N.º             | Título              | Duración |  |
| 1.              | «Teen Age Riot»     | 6:57     |  |
| 2.              | «Silver Rocket»     | 3:47     |  |
| 3.              | «The Sprawl»        | 7:42     |  |
| 4.              | «'Cross the Breeze» | 7:00     |  |
| 5.              | «Eric's Trip»       | 3:48     |  |
| 6.              | «Total Trash»       | 7:33     |  |
| 7.              | «Hey Joni»          | 4:23     |  |
| 8.              | «Providence»        | 2:41     |  |
| 9.              | «Candle»            | 4:58     |  |
| 10.             | «Rain King»         | 4:39     |  |
| 11.             | «Kissability»       | 3:08     |  |
| 12.             | «Trilogy»           | 14:02    |  |

El último tema, «Trilogy», está conformado a su vez por las siguientes tres canciones:
| «Trilogy» |                  |          |  |
| N.º       | Título           | Duración |  |
| 1.        | «The Wonder»     | 4:15     |  |
| 2.        | «Hyperstation»   | 7:13     |  |
| 3.        | «Eliminator Jr.» | 2:37     |  |

## Personal
- Lee Ranaldo – guitarra, voz
- Kim Gordon – bajo, voz
- Thurston Moore – guitarra, voz, piano
- Steve Shelley – batería
- Sonic Youth – producción
- Nick Sansano – producción, ingeniero de grabación
- Howie Weinberg – masterizado
- Michael Lavine – fotografía